# Rainer Ptacek
Rainer Ptacek (7 de junio de 1951–12 de noviembre de 1997) fue un guitarrista y compositor de origen alemán asentado en Tucson, Arizona, Estados Unidos. Su técnica de guitarra, que incorporaba slide, fingerpicking, bucles y manipulación electrónica, le ganó la admiración de algunos músicos notables como Robert Plant y Billy Gibbons. En el álbum de tributo a Ptacek The Inner Flame colaboraron entre otros Plant, Jimmy Page, PJ Harvey y Emmylou Harris, lo que da una idea de su reputación como "músico de músicos". Se le diagnosticó un tumor cerebral a comienzos de 1996 y murió casi dos años después, al reproducirse su enfermedad. 

## Primeros pasos y carrera
Ptacek nació en Berlín Este en una familia de origen checo y alemán. Su familia dejó Alemania del Este y emigró a Estados Unidos cuando Ptacek tenía cinco años. Se asentaron en Chicago, donde el joven Ptacek tuvo su primer contacto con el blues. A comienzos de los 70 se trasladó a Tucson, donde emprendió una carrera musical, generalmente como solista, aunque en ocasiones actuaba como líder de un trío, Rainer & Das Combo. Fundó Giant Sandworms con Howe Gelb a finales de los 70. Cuando el grupo decidió marcharse a Nueva York, optó por quedarse en Tucson con su familia. Aunque nunca llegó a ser muy conocido en Estados Unidos, en Europa fue adquiriendo cada vez más prestigio. Billy Gibbons quedó tan impresionado con Ptacek que logró que Kurt Loder reseñara la cassette de Ptacek's Mush Mind Blues en la revista Rolling Stone. Robert Plant, también impresionado, llevó a Ptacek al Reino Unido para grabar la cara B de los sencillos de su disco Fate of Nations.

## Enfermedad y muerte
Se le diagnosticó un tumor cerebral y un linfoma en febrero de 1996. No tenía seguro médico y sus facturas se amontonaban. Howe Gelb y Robert Plant organizaron sesiones para grabar un disco en su beneficio. El álbum resultante, The Inner Flame: Rainer Ptacek Tribute, está formado por canciones de Ptacked interpretadas por Gelb (con Giant Sand), Plant, Jimmy Page, Emmylou Harris, Evan Dando, Victoria Williams, Vic Chesnutt, PJ Harvey, The Drovers, Madeleine Peyroux, Kris McKay, Jonathan Richman y Bill Janovitz. El propio Ptacek participó en la mayoría de las canciones. 
Unas sesiones de intensa quimioterapia lograron que su tumor remitiera y Ptacek reanudó su actividad en vivo, apareciendo como artista invitado en el espectáculo de Greg Brown en noviembre de 1996. En esta época, atrajo mayor atención de los medios. Justo cuando parecía haber vencido su enfermedad, esta se reprodujo en octubre de 1997, y murió tres semanas después, a los 46 años. 

## Discografía
- Avid Demo List (hacia 1979, casete)
- The Mush Mind Blues (1983, con Das Combo, casete)
- Live Downtown (1985, con Das Combo, casete)
- Barefoot Rock with Rainer and Das Combo (editado como LP en 1986, reeditado en CD en 1994)
- Worried Spirits (1992)
- The Texas Tapes (1993, con Das Combo)
- D.Y.O. Boot (1995)
- Nocturnes (1995)
- Rainulator (1996, casete)
- The Inner Flame: Rainer Ptacek Tribute (álbum tributo, editado en 1997)
- Alpaca Lips (editado en 2000)
- Live at the Performance Center (editado en 2001)
- The Farm (editado en 2002)
- 17 Miracles (2005, recopilación)
- The Rainer Collection (2006, recopilación)
- The Westwood Sessions, Volume I (con Das Combo, editado en noviembre de 2007)
- Roll Back The Years (con Joey Burns & John Convertino, editado en mayo de 2011)